# Florence Launay
Pour les articles homonymes, voir Launay.
Florence Launay, née à Montpellier le 7 juin 1956, est une musicologue et une artiste lyrique française.

## Biographie
Elle effectue des études de musique et de musicologie de 1973 à 1977 au Conservatoire de Toulouse et à l'Université du Mirail, puis à l'Université de Strasbourg.
Elle intègre en 1978 l'Opera School du Royal College of Music de Londres et débute en 1980 une carrière d'artiste lyrique.
En 1992, elle est diplômée en maîtrise de musicologie de l'Université de la Sorbonne avec un mémoire consacré à une compositrice anglo-américaine, Clara Rogers et ses Browning songs.
Puis elle soutient en 2004 à l'Université de Rennes 2, sous la direction de Marie-Claire Mussat, la thèse de doctorat Les Compositrices françaises de 1789 à 1914,. Cette dernière fera l’objet d’une publication en 2006 de l’ouvrage Les Compositrices en France au XIXe siècle, aux Éditions Fayard,,.
Elle est également l'auteure d’articles consacrés aux compositrices Mel Bonis, Nadia et Lili Boulanger, Cécile Chaminade, Louise Farrenc, Sophie Gail, Clémence de Grandval, Marie Jaëll, Mlle Le Sénéchal de Kercado, Armande de Polignac, Loïsa Puget, Henriette Renié, Blanche Selva et Pauline Viardot. Elle est aussi l'autrice d'un article consacré à l'histoire des musiciennes : « Les musiciennes: de la pionnière adulée à la concurrente redoutée – Bref historique d'une longue professionnalisation ».

## Sources
- Étienne Jardin, Mel Bonis (1858-1937) : parcours d'une compositrice de la Belle Époque, 2020 (ISBN 978-2-330-13313-9 et 2-330-13313-8, OCLC 1153996478, présentation en ligne).